# Світальський Володимир Олександрович
Світальський Володимир Олександрович (рос. Свитальский Владимир Александрович 16 лютого, 1904, Санкт-Петербург — 19 квітня, 1937, Загорськ) — російський художник-графік.

## Життєпис

### Дитинство

Володимир Світальський в 15 років, фото 1919 р.

Народився в Петербурзі, де був єдиним сином в родині. Батьківська родина була середньої забезпеченості, мала в столиці квартиру і прислугу, власний дачний будинок в Фінляндії, але все псував тиран-батько. Світальські мали польське коріння, дід майбутнього онука-графіка відбував покарання в Російській імперії за участь в національно — визвольному повстанні 1863 року. Батько поставив за мету виховати сина добропорядним і загартованим до випробувань. Сина виховували криками і покараннями. Заляканий хлопець, зі здібностями якого не рахувались в родині, ридав під час чергової зустрічі з батьком, бо останній, охоплений гнівом, кричав і бив посуд. Шалені крики примушували прислугу кидати небезпечний і галасливий будинок Світальських. В родині спілкувались російською і французькою. Володя Світальський вільно говорив трьома мовами — німецькою, французькою і російською.
Сина віддали до приватної школи з англійським типом виховання (загальні дортуари, наглядач і шпигун «дядько», холод, влітку і взимку відкриті кватирки, які забороняли зачиняти в негоду). Бійки між хлопцями були введені в закон. І здорових, і хворих примушували обливатись холодною водою. Всіх бунтівників чекав шкільний карцер (камера покарань). Серед покарань — і побиття взуттям від 50 до двохсот ударів.
Діти в приватній закритій «школі Левицької», куди видалили з родини сина, хворіли, як на типові дитячі хвороби, так і на застуди. Шкільний лазарет був повен хворими вихованцями. В школах цього типу була висока смертність вихованців через інфікованість і ускладнення хвороб. Чергова застуда у Володі закінчилася запаленням легенів з тяжкою течією. Згодом у хлопця знайшли і туберкульоз. Хворіла на туберкульоз і мати Володі, Лариса Володимирівна.
Навчання з волі батька продовжив в Тенішевському училищі. Здоров'я хлопця не виправилось, і того відправили в туберкульозний санаторій в Фінляндію, а потім в кумисний санаторій в Бугуруслані. Революційні події 1917 р. не позначились погано на матеральному стані родини, бо батько залишився працювати в Морському комісаріаті, але його характер погіршився. Мати відвезла сина в Саратов до родичів, де хлопця влаштували в художню школу. Там він зацікавився графікою і виявив здібності в малюванні. Багато читав, серед прочитаного в Саратові — Абат Прево, Еміль Золя, Мопассан, Габріеле д'Аннунціо тощо. Сам став поціновувачем книг і знавцем антикварних видань. Серед перших значущих художніх вражень — знайомство з творами англійського графіка Обрі Бердлея, графічні твори котрого почав копіювати.

### Рятівник лікар Мелентьєв

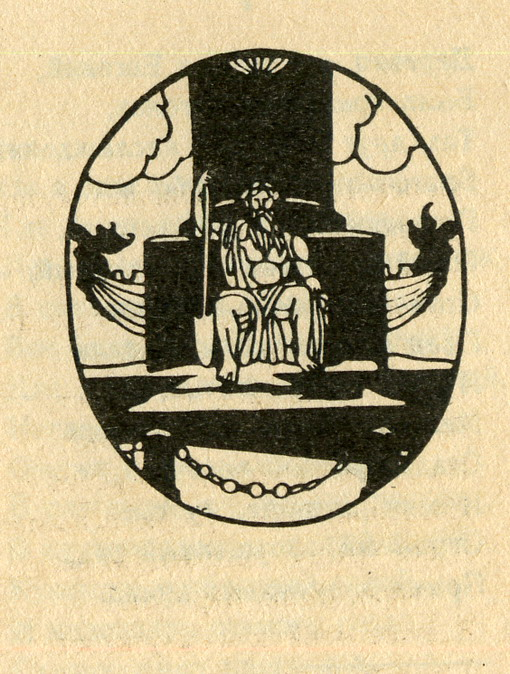
В. Світальський. «Ростральна колона», силует (графіка)

В 1918 році у хлопця померла мати. Батько перебрався до Москви, куди більшовики перевели столицю і Морський комісаріат. Син переїхав разом із батьком і був влаштований в нову «Єдину трудову школу». Хворіє, погано вчиться, ще гірші стосунки з батьком-тираном. Під час чергового лікування познайомився із військово-морським лікарем Мелентьєвим Михайлом Михайловичем, бібліофілом і колекціонером. Черговий конфлікт з батьком закінчується втечею від нього взимку без теплого одягу до лікаря Мелентьєва.
Хвороби, смерть матері, переїзди і невлаштованість, напади депресії привели юнака до першої спроби самогубства. Офіцери домовились між собою і бездітний Мелентьєв тимчасово замінив хлопцеві і власного лікаря, і власного батька. Згодом батько відсилатиме сина до Мелентьєва при кожній нагоді. Юнак багато читає і витримує вступні іспити в Вищі художньо-технічні майстерні (ВХУТЕМАС). Провчився во ВХУТЕМАСі два роки, але покинув навчання через хворобу і черговий роман з жінкою. В роки навчання у ВХУТЕМАСі близько зійшовся з майстром гравюр Фаворським. Володимир Фаворський навіть виконав для учня власний екслібрис і психологічно підтримував його.

### Самоосвіта

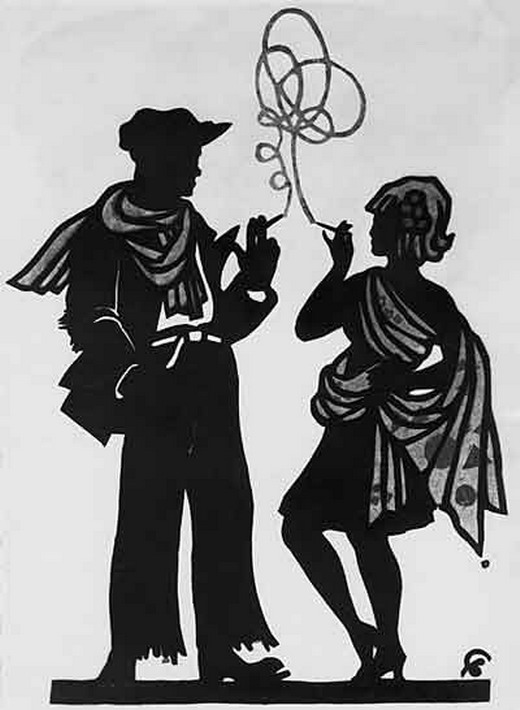
Силует (графіка), «Шпана».

Всі недоліки власної освіти Володимир Світальський намагався подолати самоосвітою. Багато читав і аналізував твори інших художників. Серед художніх авторитетів молодого Світальського — Бенуа Олександр Миколайович, Круглікова Єлизавета Сергіївна, Нарбут Георгій Іванович, Леон Бакст, Добужинський Мстислав Валеріанович та ін. Він дивував знайомих ретельністю в праці, оволодів гравіювальною технікою, хоча не приятелював із однолітками, не мав близьких друзів і був непрактичним в побуті.

### Арешт і заслання на Соловки
В період 1923—1929 рр. мешкав в селищі Покровске-Алабіно в 40 км від Москви. Живуть в квартирі з лікарем М. М. Мелентьєвим, котрий став цивільним і працює в місцевій лікарні. У Світальського — перший шлюб і перша власна дитина. З 1929 року працює в Москві в різних закладах, серед яких і «Видавництво московських письменників». 1930 року — арешт ніби за участь в контрреволюційній організації. Отримав десять років покарання з відбуваням в концтаборах на півночі. Відбув на Соловки, де відбулись реформи і концтабори перевели в Казахстан і в Сибір вздовж Транссибірської магістралі. Засланого Світальського залишили на Соловках, де той працює в місцевому музеї і де повертається до творчості. Саме там, працюючи вечорами та ночами, знайшов себе остаточно як графіка, прийшов до техніки силута, котра найбільше відповідала здібностям майстра. Зробив перший варіант силуетів до оповідання Пушкіна «Дубровський», серію еротичних силуетів та ін. Хоча живе погано і голодує. 1933 року його висилають на поселення в місто Моршанськ. Працював різноробочім на Цегельному заводі.
1935 року прийшли перші схвальні відгуки на твори митця, серед них і привітання-лист, котий надіслав художник Нестеров Михайло Васильович. Останній бачив варіанти силуетів до видання «Євген Онєгін», які визнав чудовими. Світальського звільняють із заслання, але в НКВС не дають прописку в Москві, а також прописку в Воронежі, Курську, Краснодарі. Незважаючи на негаразди і безпритульність, продовжує працювати художником-ілюстратором у декількох видавництвах. Лише в 1936 р. його прописують у місті Загорськ за 101-м кілометром від Москви.

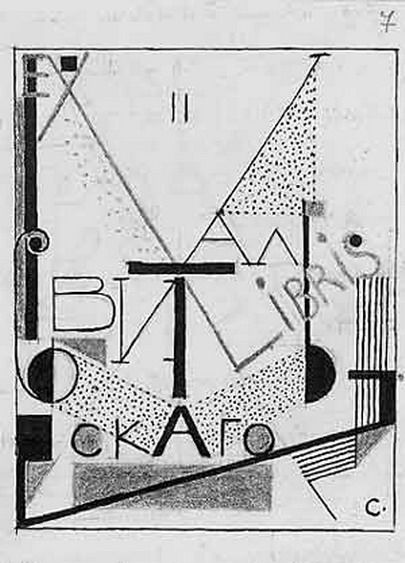
Власний екслібрис в стилі конструктивізму
В. А. Фаворский. Екслібрис студента В. А. Світальського, 1922 р.
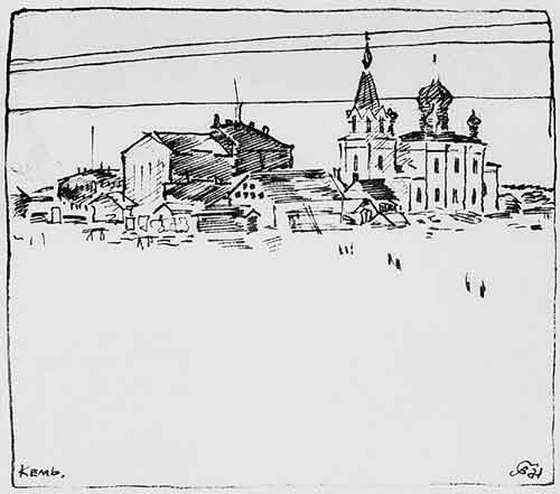
В. О. Світальський, малюнок «Місто Кемь» в засланні, 1931 р.
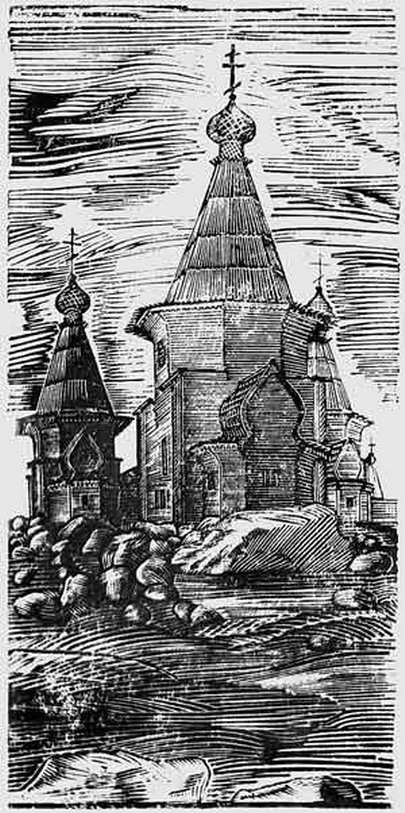
В. О. Світальський, дереворит «Успенський собор. Місто Кемь», 1931 р.

### Власні шлюби
Був двічі одружений. Від першого шлюбу мав доньку. В другому шлюбі народився син.

### Випадкова смерть. Увічнення пам'яті.
Внаслідок нещасного випадка, був травмований потягом на станції міста Загорськ, де і помер. Поховання організовував лікар М. М. Мелентьєв.
Саме клопотами Михайла Михайловича і були зроблені перші спроби увічнення пам'яті про невчасно загиблого майстра. Він витребував колись написану Володимиром Світальським автобіографію, котра стала надбанням Державного Літературного музею в Москві, адже Світальський писав і вірші. Як колекціонер і меценат, М. М. Мелентьєв зробив спроби систематизувати твори художника, розкрадені ще в роки заслання на Соловках, зробив фотофіксації з недоступних гравюр і силуетів, зберіг прижиттєві фото і вірші графіка. Він же написав дві книги спогадів, одна із яких повністю присвячена долі В. Світальського (Мелентьев М. М. «Книга о Володе»).

## Трагічні долі знайомих Світальського

Лікар і меценат М. М. Мелентьєв, фото 1919 р.

- Кузмін Михайло Олексійович (1872—1936) — поет і прозаїк, помер від запалення легенів, смерть врятувала від арештів і заслання.
- Юркун Юрій Іванович (1895—1938), другорядний письменник, розстріляний за недоказану причетність до антирадянської троцкиської письменницької організації"
- Георгрій Іванов — поет, вимушений емігрант
- Георгрій Адамович — поет, вимушений емігрант
- Спесівцева Ольга Олександрівна (1895—1991) — балерина Маріїнського театру, емігрантка, виступала за кордоном в антрепризі С. П. Дягілєва
- Митрополит Серафим (в миру Леонід Михайлович Чичагов, 1856—1937) — вдруге арештований НКВС в листопаді 1937 р. і розстріляний 11 грудня 1937 р. в Москві. Реабілітований посмертно 1988 року.
- Греч Олексій Миколайович (справжнє прізвище Залиман; 1899—1937?) — мистецтвознавець, музеєзнавець, науковець. Науковий співробітник Академії наук та ГАХН. Один з організаторів Товариства вивчення російської садиби його першого періоду (1922), член його керівництва. Разом із мистецтвознавцем В. В. Згурою редагував «Сборники ОИРУ», по смерті Згури в 1927 році став їх редактором, з 1928 р. — головою правління Товариства. Саме Греч опікувався долею садиб Кусково, Остаф'єво, Дубровіци, Отрада, Ясенєво, Суханово, котрі вдалося врятувати і пристосувати під нові функції.

Отримав розстрільну статтю і був розстріляний, дата страти досі невідома.
- Гельмерсен Василь Васильович (1873—1937) — секретар Загального відділу Управління справами Академії наук, художник-графік, поліглот, володів сіма мовами (німецька, англійська, французька, російська, італійська, данська, шведська), керував листуванням академії з закордонними кореспондентами). Арештований 1930 р., покарання відбував в Белбалтлагу, де зустрівся зі Світальським. Вдруге засуджений на Соловках і розстріляний 1937 року. Реабілітований 1989 року.
- Мелентьєв Михайло Михайлович (1892—1967) — лікар і меценат художника Світальського, відбув заслання і єдиний, хто випадково пережив їх усіх.

## Вибрані твори

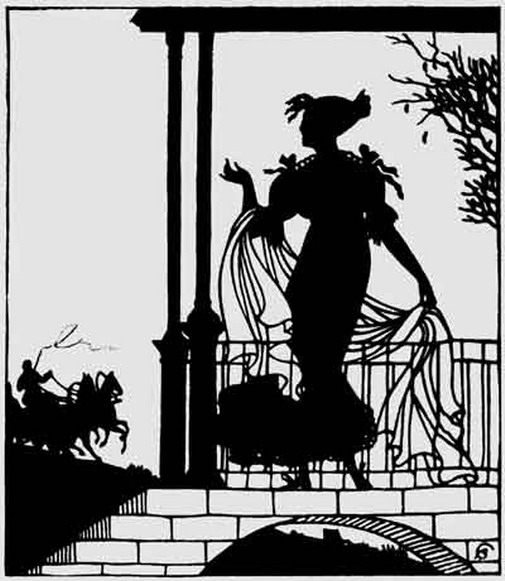
Худ. Світальський В. О. Ілюстрація до твору О. С. Пушкіна «Граф Нулін».
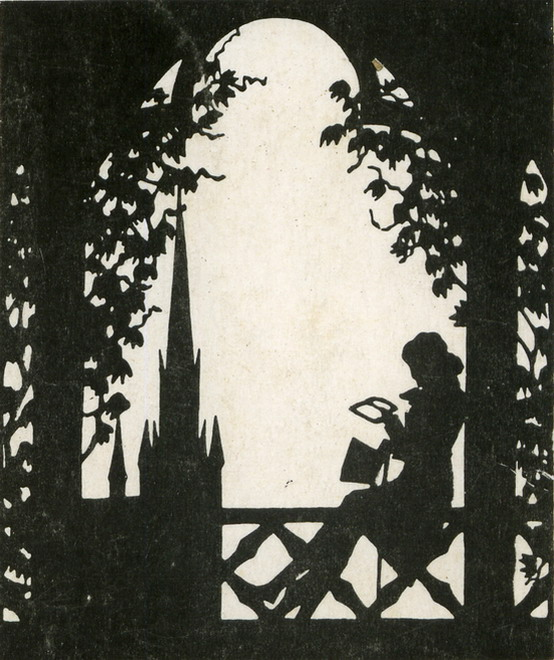
В. Світальський, Ленський в Геттінгенському унверситеті.
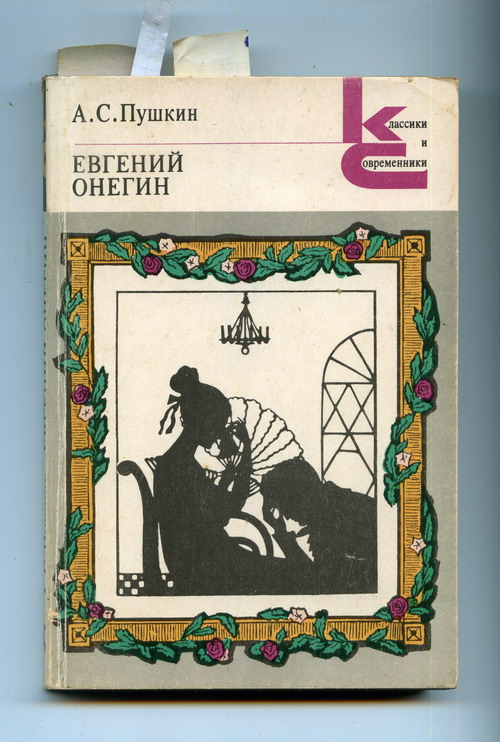
Масове видання 1984 року з ілюстраціями В. О. Світальського.
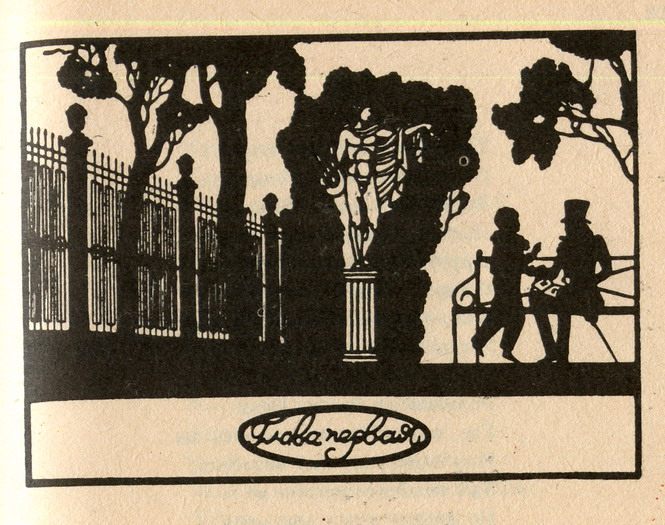
В. Світальський, В Літньому саду
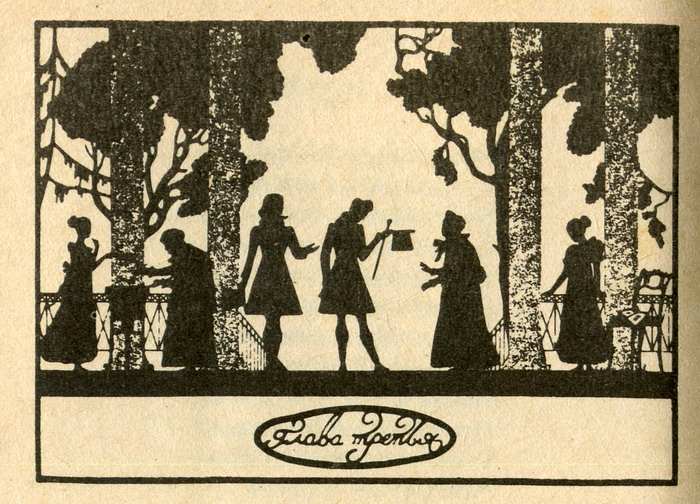
В. Світальський, Візит в родину Ларіних.
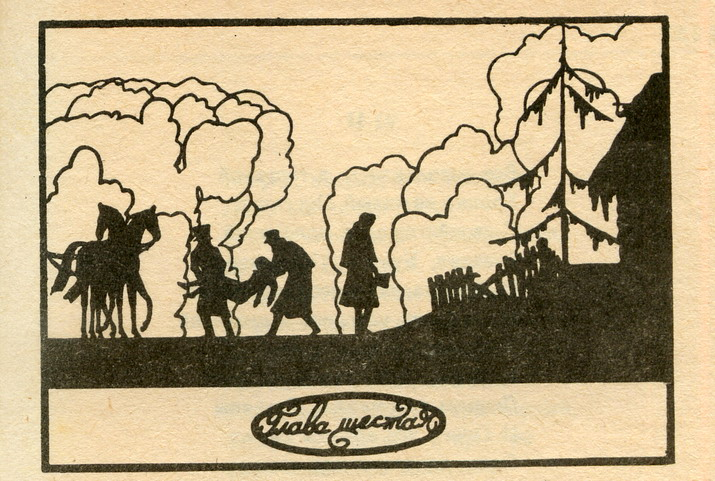
В. Світальський, Дуель з Ленським.
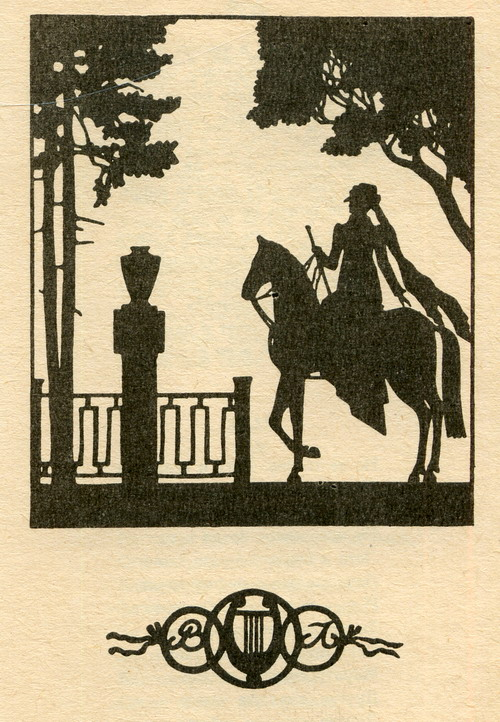
В. Світальський, Відвідини поховання Ленського.
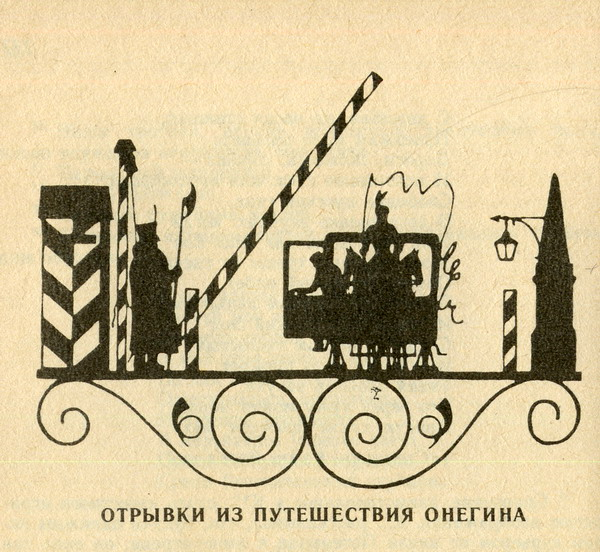
В. Світальський Уривки з подорожі Онєгіна.

- Власний екслібрис В. О. Світальського
- Екслібрис лікаря і мецената М. М. Мелентьєва.
- «Автопортрет» (малюнок у повний зріст)
- Ілюстрації до поеми «Граф Нулін» О. С. Пушкіна
- Ілюстрації до «Оповідань Бєлкіна» О. С. Пушкіна
- Ілюстрації до оповідання «Дубровський» О. С. Пушкіна
- Ілюстрації до незакінченого оповідання М. Ю. Лермонтова «Штос» (або «Лугін»)
- Ілюстрації до «Короля Ліра» В. Шекспіра
- Ілюстрації до творів Байрона («Чайльд Гарольд»)
- Ілюстрації до твору «Спогади» акторки Глами-Мещерської
- Ілюстрації до видання «Революція і побут» («Хитровський ринок. Москва», «Отримання академічного пайка» та ін.)
- «Шпана», силует (гравюра)
- гравюра «Карбасна верф. Медвежьєгорськ», Белбалтлаг, дереворит. 1931 рік.
- малюнок «Місто Кемь», 1931 рік.
- гравюра «Успенський собор. Місто Кемь», Белбалтлаг, дереворит. 1931 рік.
- Силуетний портрет поета М. О. Кузміна.
- Силуетний портрет графіка Гельмерсена В. В., Соловки, 1932 р. (?)
- Ілюстрації до роману «Євген Онєгін» О. Пушкіна
- Ілюстрації до п'єси «Борис Годунов» О. Пушкіна